# راهور (آرکانزاس)
راهور (به انگلیسی: Rohwer) یک منطقهٔ مسکونی در ایالات متحده آمریکا است که در شهرستان دشا، آرکانزاس واقع شده‌است. راهور ۴۶٫۰۳ متر بالاتر از سطح دریا واقع شده‌است.